# الجمال ومستحضرات التجميل في مصر القديمة

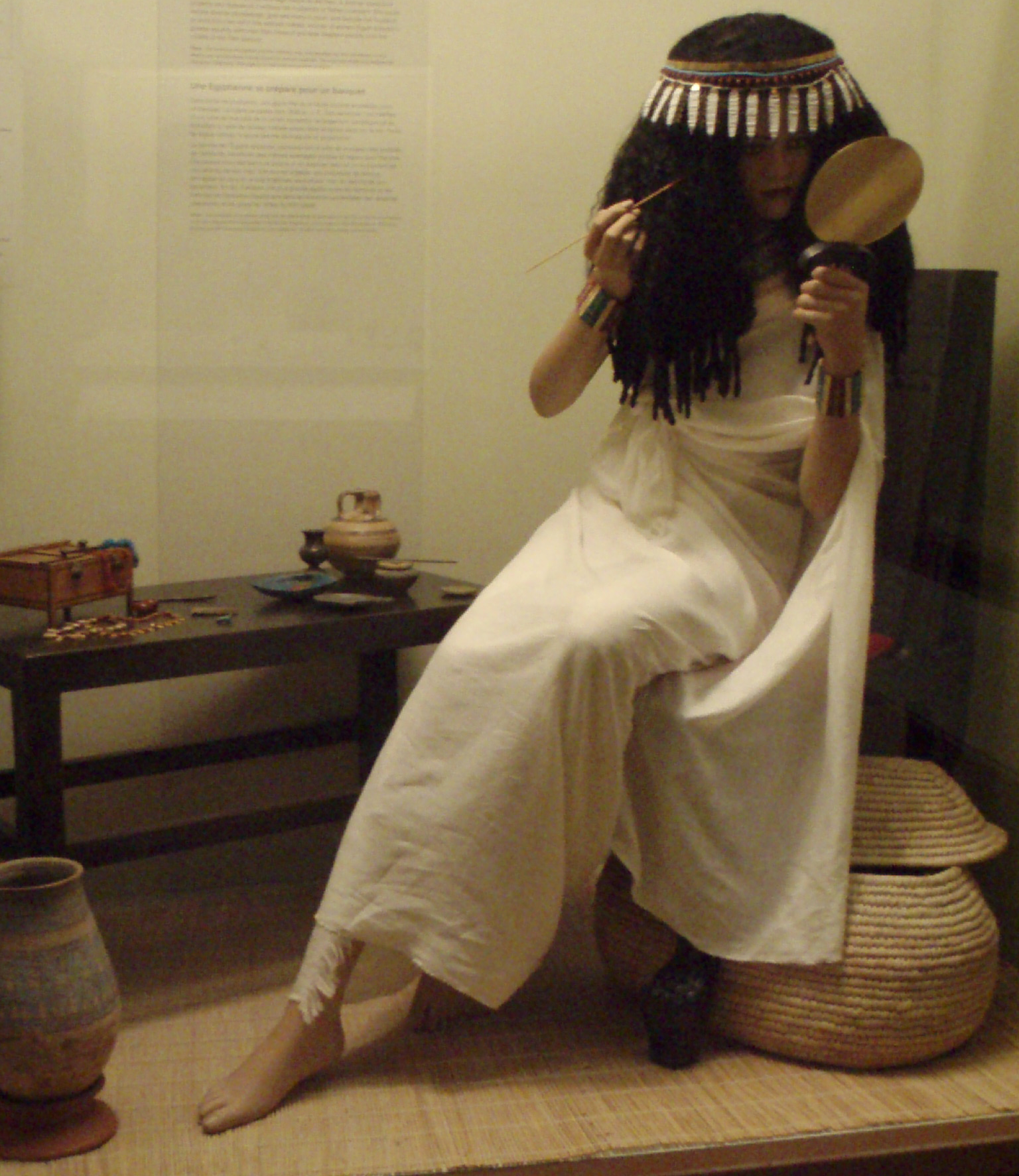
تصوير خيالي لامرأة مصرية قديمة تضع المكياج. الديوراما من متحف أونتاريو الملكي، كندا.

اعتبر قدماء المصريين الجمال علامة على القداسة. كل ما استخدموه كان له جانب روحي فيه، بما في ذلك مستحضرات التجميل. وضع كل من الرجال والنساء الماكياج. كان التجار يتاجرون بالمكياج في كثير من الأحيان، خاصة في الطبقات العليا. في المقابر، تم العثور على لوحات مستحضرات التجميل مدفونة بالذهب مع المتوفى كسلع جنائزية، مما أكد أيضًا على فكرة أن مستحضرات التجميل لم تستخدم فقط للأغراض الجمالية بل للأغراض السحرية والدينية.

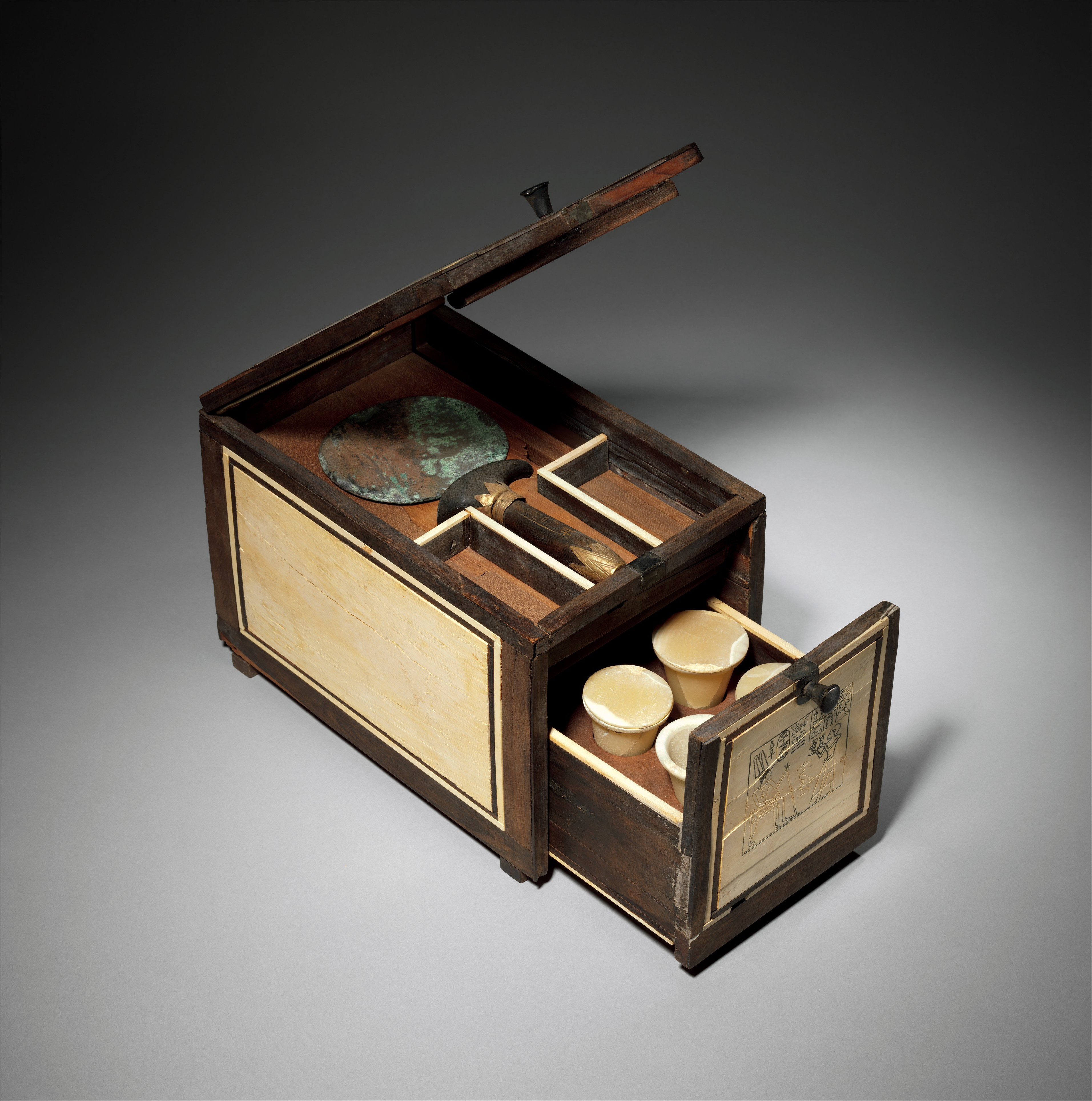
صندوق مستحضرات التجميل للخادم الملكي كيميني؛ 1814-1805 قبل الميلاد؛ أرز مع خشب الأبنوس وقشرة العاج وتركيب من الفضة؛ الارتفاع: 20.3 سم؛ متحف متروبوليتان للفنون (مدينة نيويورك)

## كيمياء
الشكلان الرئيسيان لمكياج العيون هما طلاء العين الأخضر والكحل الأسود. كان طلاء العين الأخضر المسمى Udju، مصنوعًا من الملكيت، وهو صبغة كربونات النحاس. جاء الملكيت الأخضر من مناجم سيناء منذ عام 3000 قبل الميلاد. طلاء العين الأسود المسمى Mesdemet، مصنوع من مادة الجالينا، وهو خام رمادي غامق. كما تم استخدام الفحم المسحوق في هذه العملية. سحقت الملكيت والجالينا وخلطهما بالصمغ أو الماء لعمل عجينة. تم استخدام المسديمت، أو الكحل، لتبطين العيون وكشف عن فوائد صحية قوية في شكل حماية من الأمراض والحشرات وأشعة الشمس. تم طحن الطين المغرة الأحمر وخلطه بالماء لعمل عجينة لطلاء الشفاه والخدود.

## الاستخدامات الطبية
ابتكر قدماء المصريين علاجًا للحروق عن طريق خلط بقعة الخد والشفاه مع النطرون الأحمر والملح الشمالي والعسل. ومع ذلك، فقد اعتقدوا بقوة أن التأثيرات العلاجية لهذه المستحضرات كانت سحرية وليست طبية. والمثير للدهشة أن هناك فوائد بالفعل. من أهم الفوائد أن المكياج يحتوي على أملاح الرصاص، والتي عند ملامستها للجلد تسبب في إنتاج الجسم للمزيد من أكسيد النيتريك. من المعروف أن أكسيد النيتريك يقاوم البكتيريا المسببة للأمراض. لذلك، كان المصريون أقل عرضة للإصابة بالأمراض أو العدوى.

## لوحات مستحضرات التجميل والجرار
تم استخدام لوحات التجميل لطحن الماكياج. كانت أقدم العينات مستطيلة الشكل وتعود إلى 5000 قبل الميلاد. اعتمدت اللوحات لاحقًا على شكل مستدير مثل لوحة نعرمر. كانت لوحة الملك نعرمر هي أقدم قطعة من نوعها. لها زخارف للملك وهو يضرب أعداء مصر وتوحيد مصر العليا والسفلى، بالإضافة إلى تجويف لطحن مستحضرات التجميل مما يجعلها لوحة مزدوجة الغرض. تطورت هذه لاحقًا إلى ألواح على شكل سمكة. ربما اختاروا شكل السمكة لأن السمكة كانت رمزًا للبعث والحياة الجديدة. كانت اللوحات على شكل سمكة تزين عادة بالأحجار الكريمة للملوك. تطورت هذه اللوحات إلى أواني على شكل قرد لحمل الكحل الذي يحمل معاني رمزية عند قدماء المصريين.

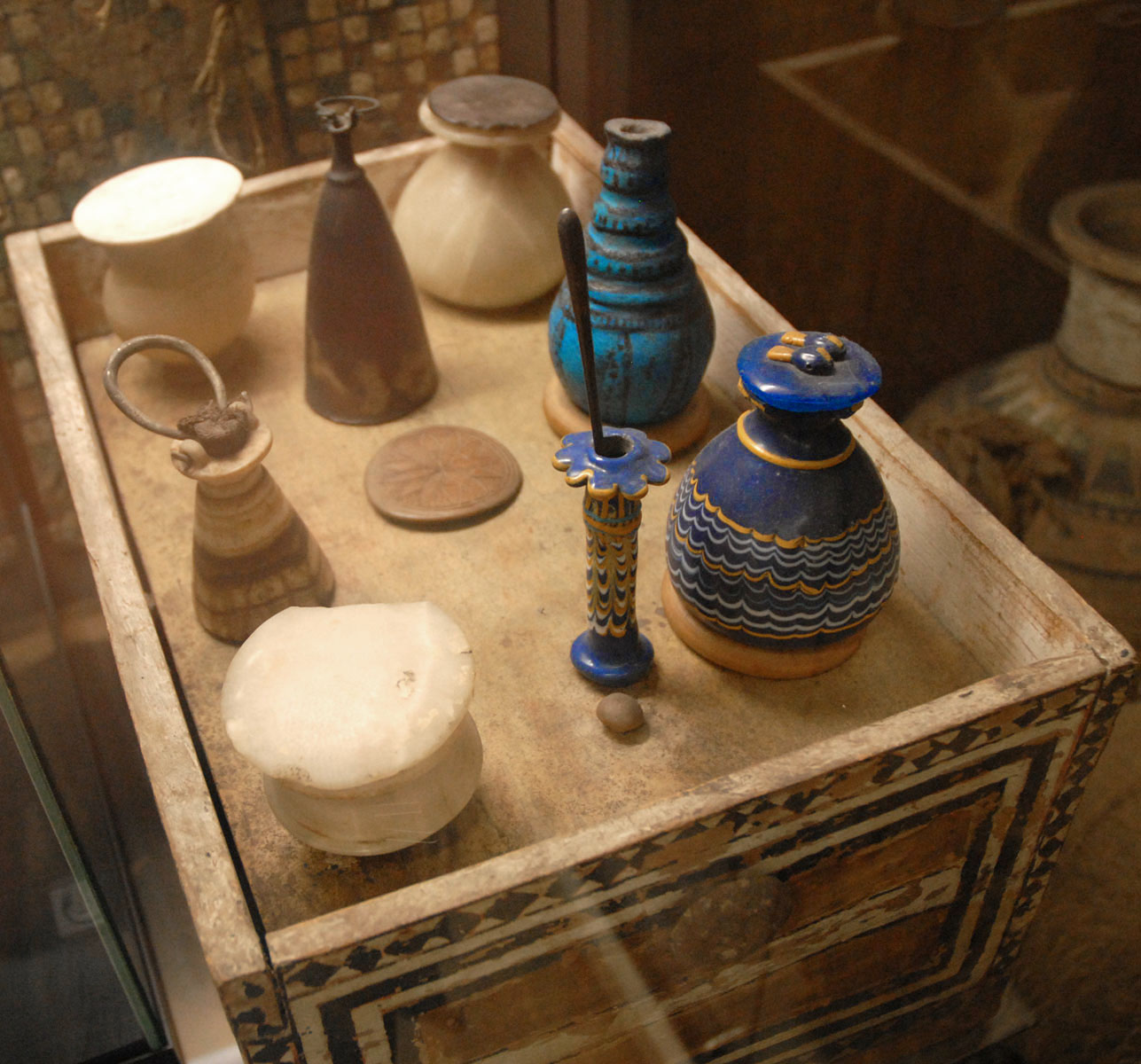
مربع مستحضرات التجميل؛ حوالي 1390-1352 قبل الميلاد؛ الخشب والطلاء والخزنة والزجاج والمرض. الارتفاع: 22 سم، العرض: 29.5 سم، الطول: 49 سم؛ من دير المدينة (مصر)؛ Museo Egizio (تورينو، إيطاليا)

## استخدامه في طبقات اجتماعية مختلفة
اختلف استخدام مستحضرات التجميل في مصر القديمة اختلافًا طفيفًا بين الطبقات الاجتماعية، حيث كان يضع أفراد الطبقة العليا المزيد من المكياج لأن بإمكان الأفراد الأثرياء شراء المزيد من مستحضرات التجميل. على الرغم من عدم وجود فرق واضح بين أنماط المكياج للطبقة العليا والدنيا، إلا أن النساء النبيلات معروفات بشحوب بشرتهن باستخدام الكريمات والمساحيق. ارتبطت البشرة الداكنة بالطبقة الدنيا، التي أصبحت سمراء بسبب العمل في الشمس، بينما ارتبطت البشرة الشاحبة بالنبلاء.